# Myrmarachne lesserti
Myrmarachne lesserti är en spindelart som beskrevs av Lawrence 1938. Myrmarachne lesserti ingår i släktet Myrmarachne och familjen hoppspindlar. Inga underarter finns listade i Catalogue of Life.